# Alois Záleský
Alois Záleský (24. listopadu 1916 Plzeň – 9. února 1945 Manston) byl český pilot Royal Air Force v období druhé světové války.

## Život

### Před druhou světovou válkou
Alois Záleský se narodil 24. listopadu 1916 v Plzni. Vyrůstal jako sirotek. Vychodil tři ročníky měšťanské školy v Doubravce, následně se během dvou let v pokračovací škole vyučil soustružníkem kovů. Byl členem plzeňského Skauta. Věnoval se letectví, v roce 1936 získal pilotní průkaz na turistická letadla jako člen aeroklubu v Plzni-Borech.

### Druhá světová válka
Po německé okupaci opustil Alois Záleský v červenci 1939 společně s Karlem Pavlíkem a Václavem Šindelářem ilegálně Protektorát Čechy a Morava a v polském Krakově se přihlásil na československém konzulátu. Následně se přesunul do Francie, kde 15. prosince 1939 vstoupil do zde vznikající československé zahraniční jednotky. Zařazen byl do pěšího pluku 1, k 15. lednu 1940 byl přeřazen k letecké skupině, absolvoval poddůstojnickou školu a působil jako mechanik na letišti v Merignacu. Po pádu Francie v červnu 1940 se evakuoval do Spojeného království, kde 25. července téhož roku vstoupil do Royal Air Force a do 25. září prodělával výcvik. Do roku 1941 působil u 312. československé stíhací perutě jako mechanik, poté byl zařazen do pilotního, stíhacího a operačního výcviku, který ukončil 6. dubna 1943. Následně sloužil u 313. a od 2. července 1944 krátce u 310. československé stíhací perutě. Mezi 24. červencem 1944 a 1. únorem 1945 sloužil mimo operační službu, poté nastoupil opět k 312. peruti. Dne 9. února 1945 měl jeho stroj Supermarine Spitfire F Mk.IXE BS433 DU-G během cvičného letu závadu na motoru. Během pokusu o nouzové přistání Alois Záleský zahynul. Pohřben byl na hřbitově v Brookwoodu. Na své konto si zapsal jedno pravděpodobné vzdušné vítězství. Dosáhl hodnosti rotmistra.

## Ocenění

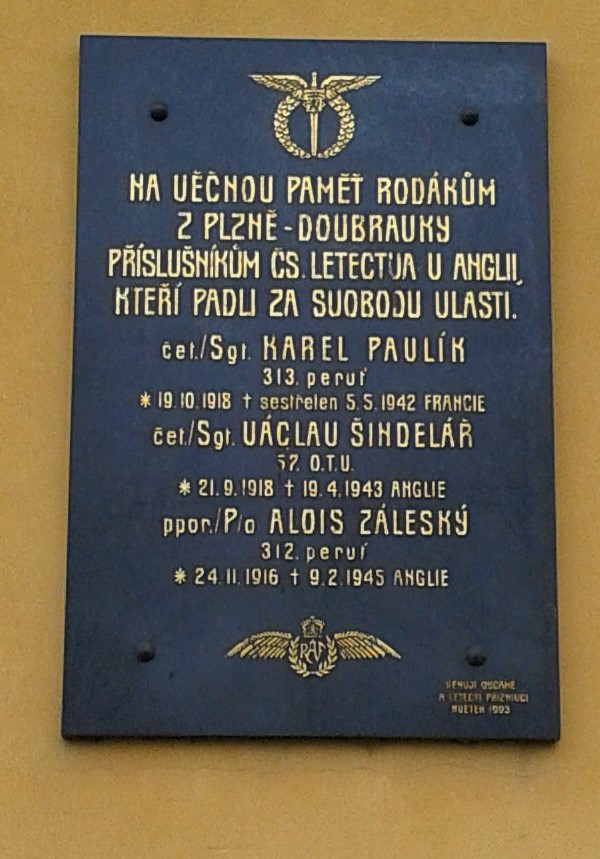
Pamětní deska letcům RAF v Doubravce

### Vyznamenání
- 2x Československý válečný kříž 1939

### Posmrtná ocenění
- V roce 1991 byl Alois Záleský in memoriam povýšen do hodnosti plukovníka
- Na budově základní školy v Plzni-Doubravce byla Aloisi Záleskému a dalším dvěma letcům pocházejícím z této čtvrti odhalena pamětní deska